# Савинські Горки
Савинські Горки (рос. Савинские Горки) — присілок в Торжоцькому районі Тверської області Російської Федерації.
Населення становить 65 осіб. Входить до складу муніципального утворення Мирновське сільське поселення.

## Історія
Від 2005 року входить до складу муніципального утворення Мирновське сільське поселення.

## Населення
| 1996 | 2002 | 2008 | 2010 |
| ---- | ---- | ---- | ---- |
| 64   | ↗69  | ↘68  | ↘65  |